# Dordogne (département)
Pour les articles homonymes, voir Dordogne.
La Dordogne (/dɔʁ.dɔɲ/) est un département français de la région Nouvelle-Aquitaine correspondant en grande partie au Périgord, situé dans le Sud-Ouest de la France. Il doit son nom au fleuve éponyme qui le traverse. L'Insee et La Poste lui attribuent le code 24. Sa préfecture est Périgueux.

## Histoire

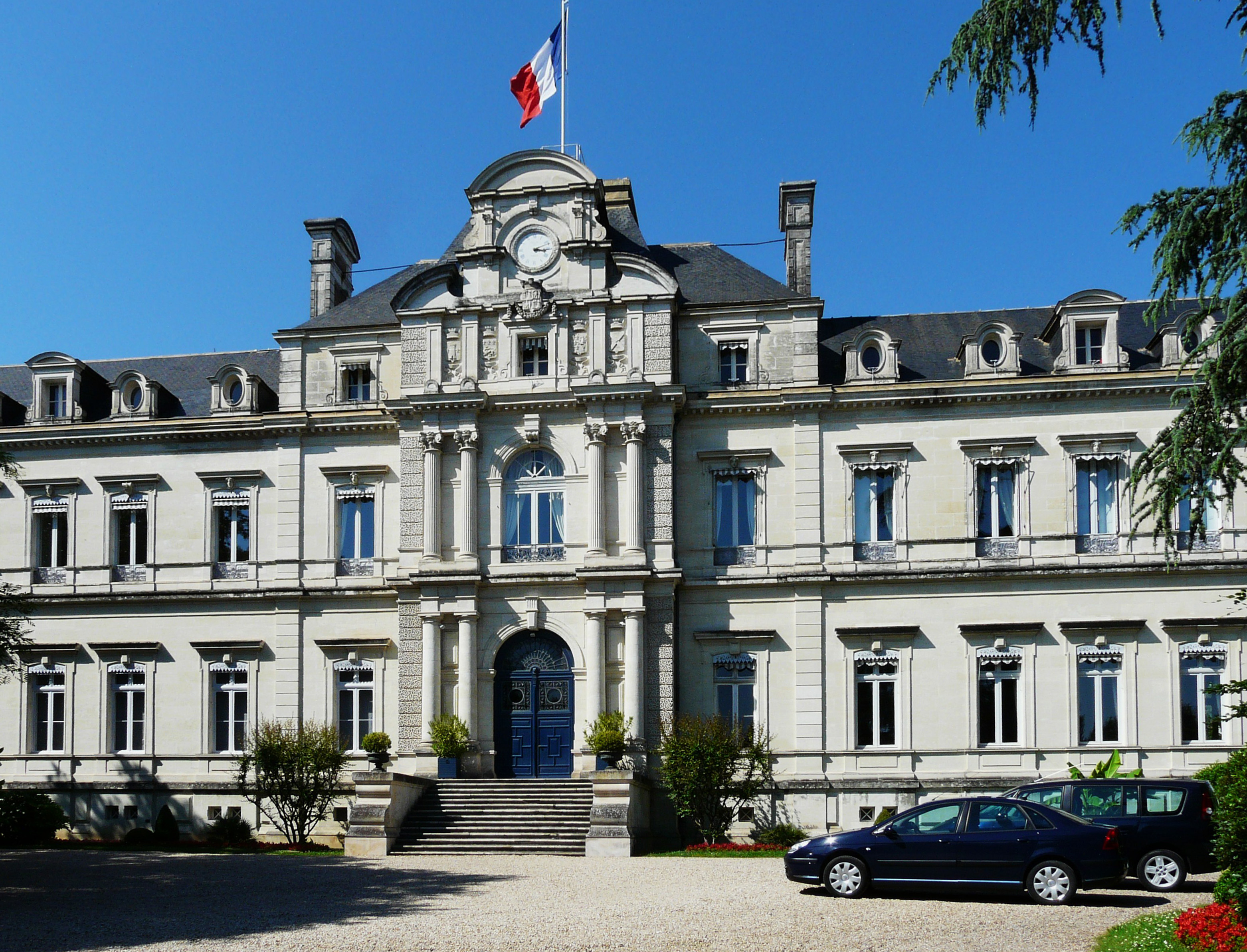
La préfecture de la Dordogne à Périgueux.

Le département a été créé à la Révolution française, le 4 mars 1790, en application de la loi du 22 décembre 1789, sur une partie des anciennes provinces, principalement du Périgord, mais aussi de l'Agenais, de l'Angoumois et du Limousin.
En 1793, les communes de Boisseuilh, Coubjours, Génis, Payzac, Saint-Cyr-les-Champagnes, Saint-Mesmin, Salagnac, Savignac, Saint-Trié et Teillots sont détachées du département de la Corrèze pour être réunies à la Dordogne.

Carte de la Dordogne vers 1800.

La Dordogne a cédé, en 1793 ou 1794, Cavarc au Lot-et-Garonne.
Le 6 nivôse an III (26 décembre 1794), la commune de Parcoul est détachée de la Charente-Inférieure et réunie à la Dordogne.
En 1819, la commune de Beaurepos est soustraite du département et fusionne avec Souillac dans le Lot, département voisin.
En septembre 1939, 80 000 Alsaciens originaires du Bas-Rhin, dont 60 000 Strasbourgeois et les habitants de dix-neuf villages du Grand Ried, au sud de Strasbourg, sont évacués vers la Dordogne,. En août 1940, l'Alsace étant annexée par l'Allemagne, leur rapatriement est organisé mais 15 000 d'entre eux préfèrent rester en Dordogne.
À partir de l'armistice de juin 1940, le département est divisé en deux : une petite partie dans la zone occupée à l'ouest et l'essentiel dans la zone libre à l'est ; la ligne de démarcation passait approximativement par La Rochebeaucourt, Mareuil, Gout-Rossignol, Cherval, Verteillac, Bertric-Burée, Ribérac, Montpon-Ménestérol, Saint-Martin-de-Gurson, Carsac-de-Gurson, Villefranche-de-Lonchat, Montpeyroux et Lamothe-Montravel,. À la suite du débarquement anglo-américain effectué le 8 novembre 1942 en Algérie et au Maroc, les Allemands envahissent la zone libre le 11 novembre et s'installent à Périgueux et Saint-Astier.
Jusqu'au 1er janvier 2016, la Dordogne faisait partie de l'ancienne région Aquitaine.

## Emblèmes

### Blason
| Blason | Blasonnement : « De gueules aux trois lions d'or couronnés, armés et lampassés d'azur. »[réf. nécessaire] |

## Politique
- Conseil départemental de la Dordogne
- Liste des intercommunalités de la Dordogne
- Liste des communes de la Dordogne
- Liste des anciennes communes de la Dordogne
- Liste des députés de la Dordogne
- Liste des sénateurs de la Dordogne
- Liste des conseillers départementaux de la Dordogne
- Liste des préfets de la Dordogne

## Géographie
| Charente          |                | Haute-Vienne |
| Charente-Maritime | Dordogne       | Corrèze      |
| Gironde           | Lot-et-Garonne | Lot          |

La Dordogne, 3e département français métropolitain par sa superficie, fait partie de la région Nouvelle-Aquitaine. C'est également, avec 40 % de son territoire boisé, le 3e département forestier de France en superficie boisée avec 418 000 hectares. Feuillus, conifères, prairies, nombreuses collines, vallons, vallées, vignes, truffières, falaises, cours d'eau, gorges et grottes apportent au département des paysages variés.
Le département culmine à 491 m d'altitude dans la forêt de Viellecour sur la commune de Saint-Pierre-de-Frugie au nord-est, à la limite avec la Haute-Vienne.

Paysages de Dordogne :
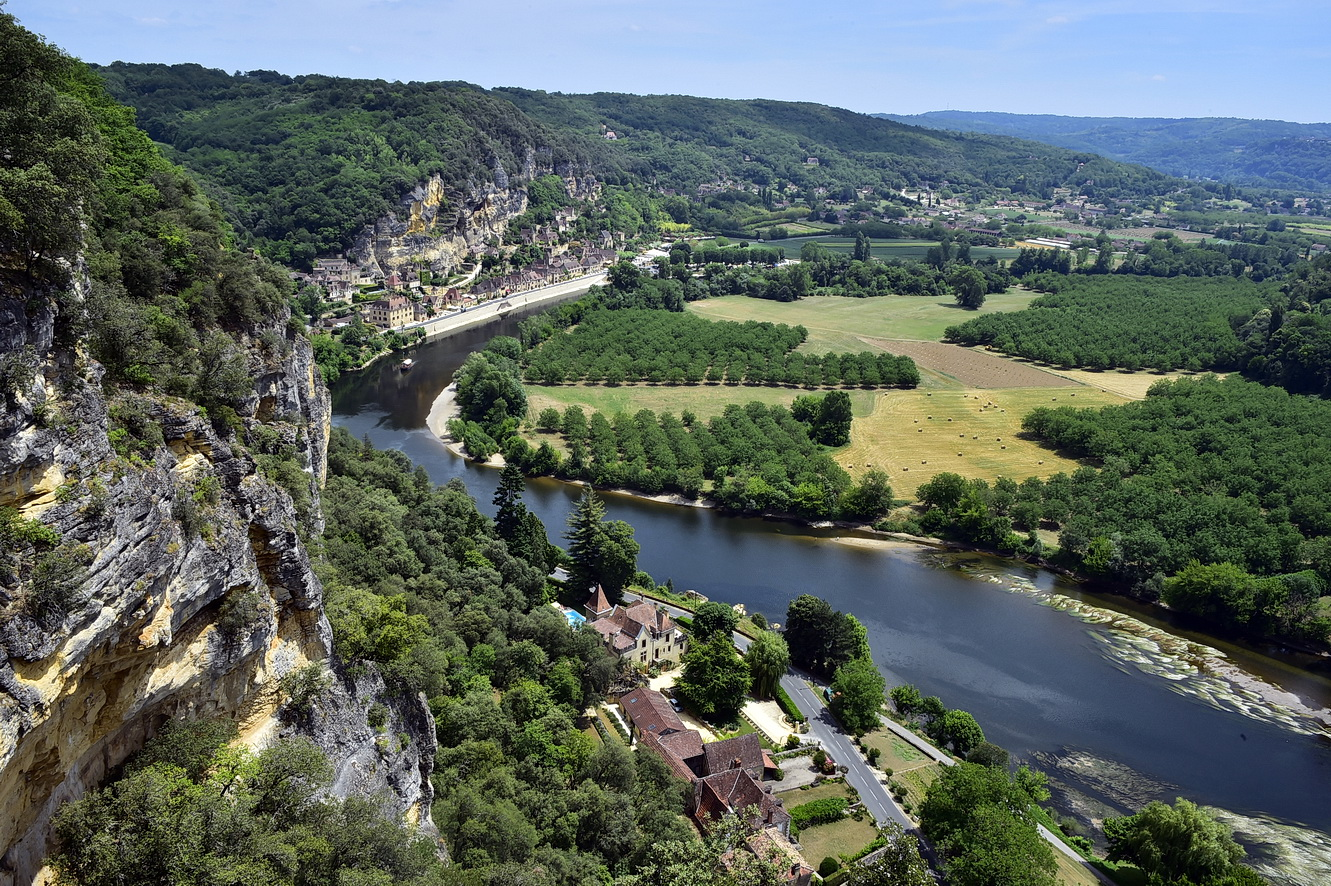
La Dordogne à La Roque-Gageac, dans le sud-est.
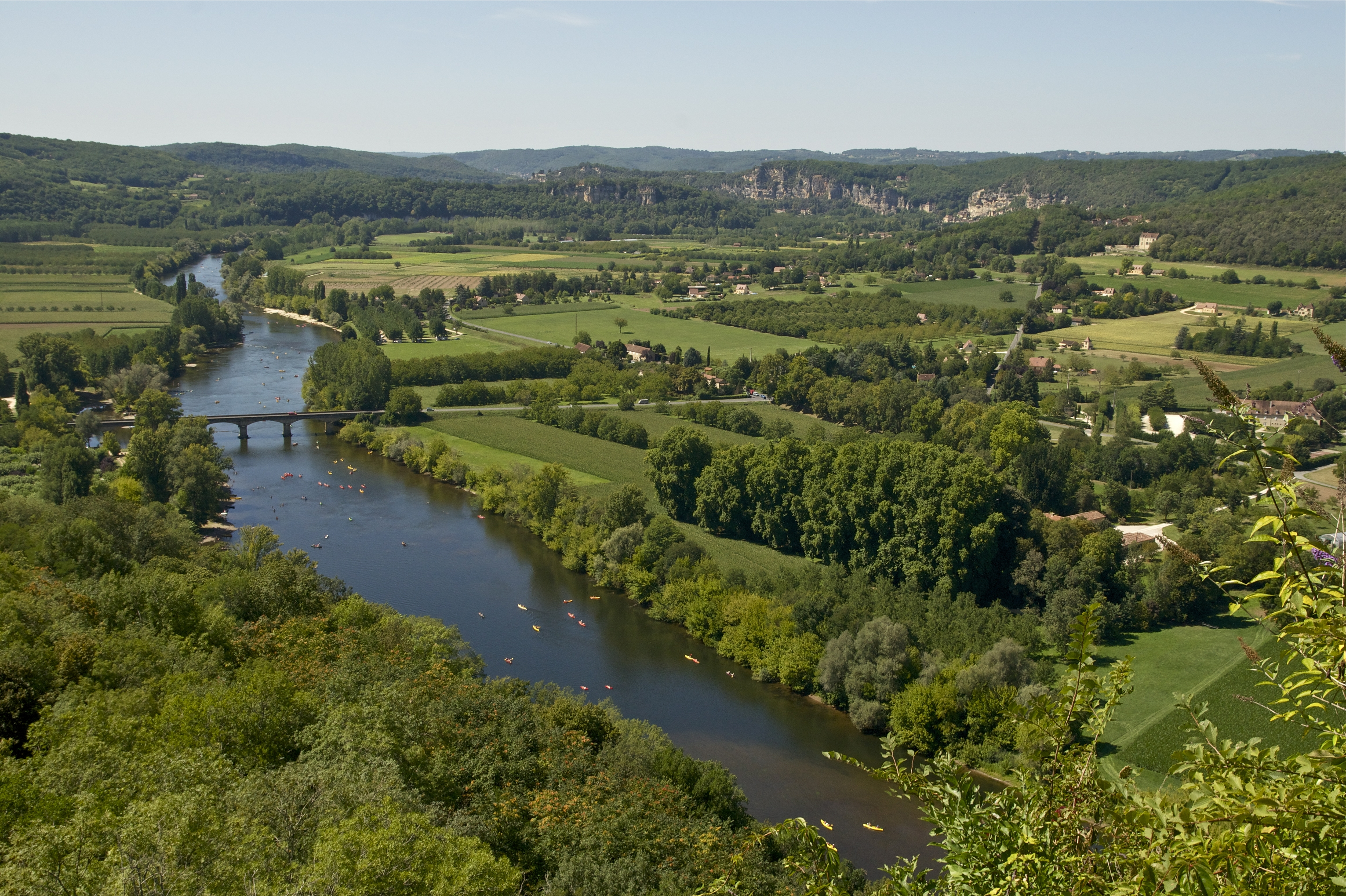
La Dordogne, vue depuis les hauteurs de Domme, dans le sud-est.
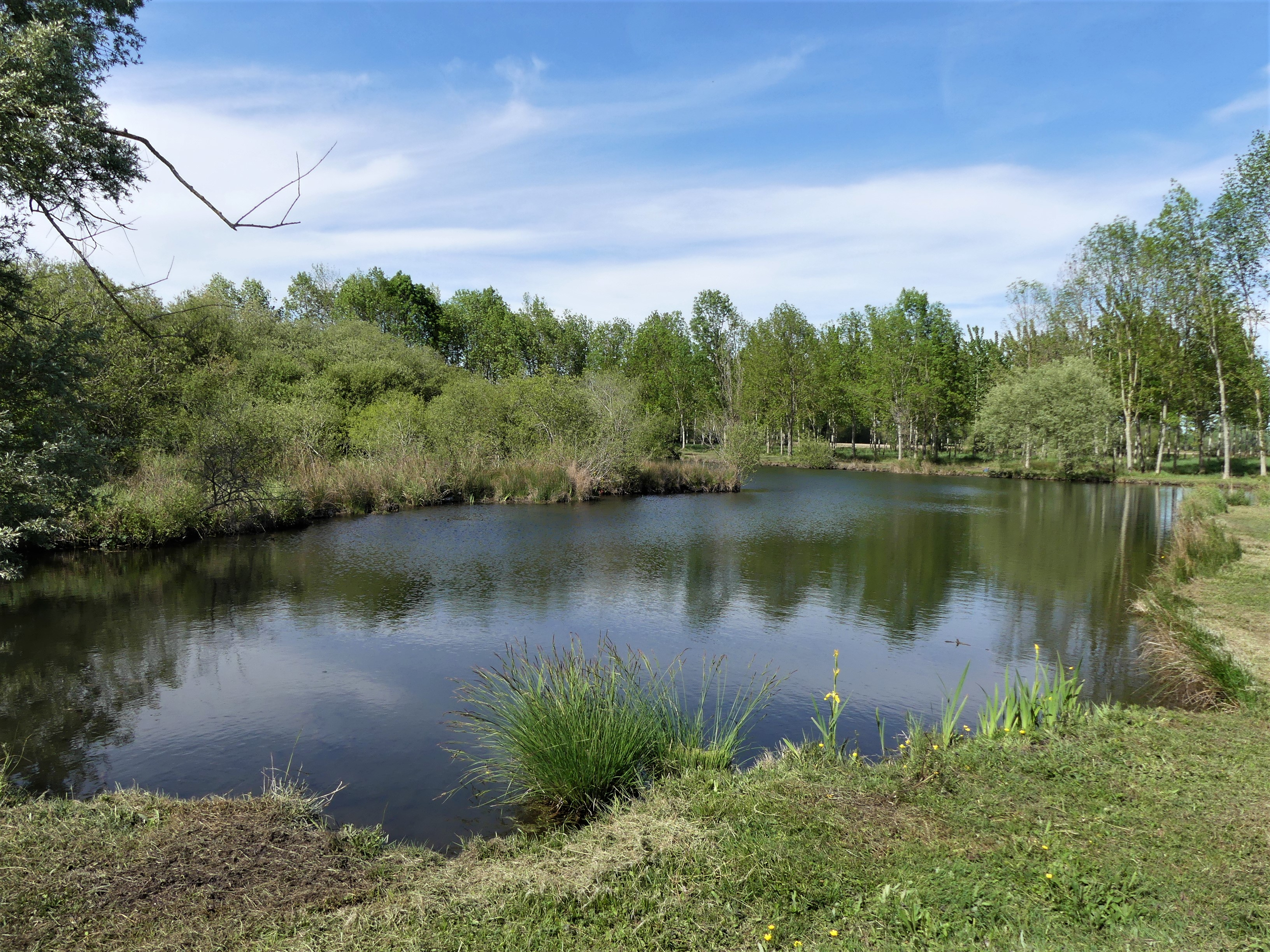
Les tourbières de La Chapelle-Grésignac, dans le nord-ouest.
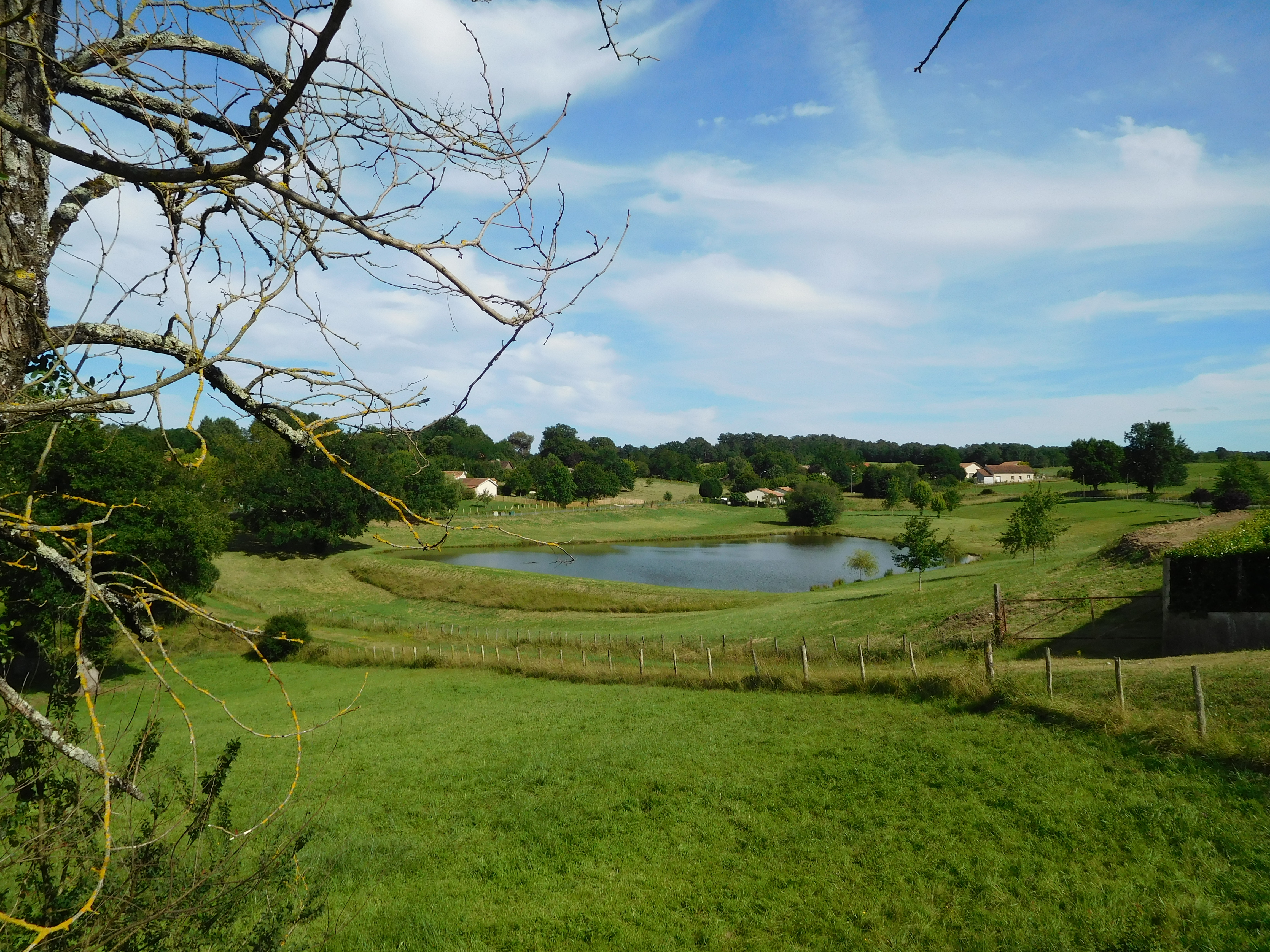
Beaupouyet, dans l'ouest.
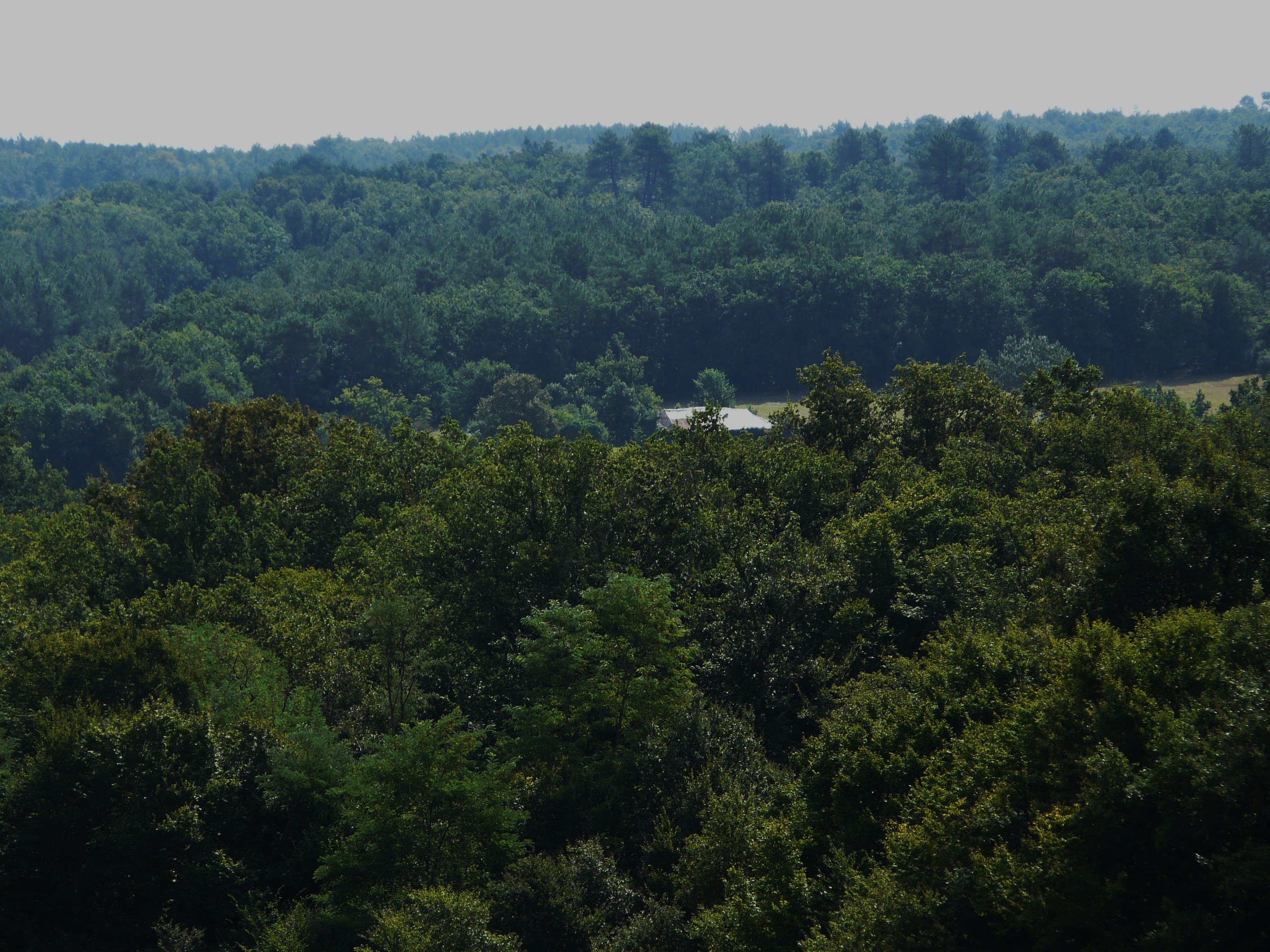
La forêt de la Double, dans l'ouest.

### Situation

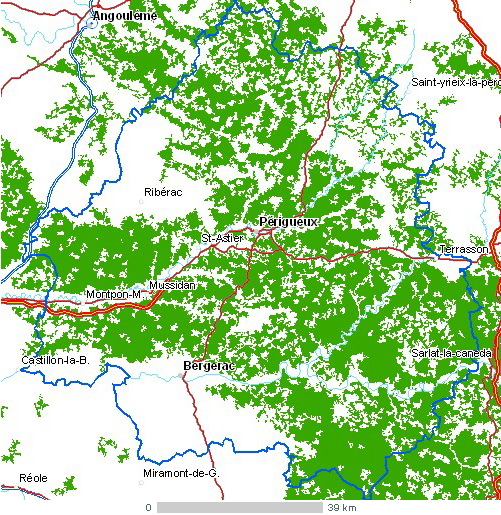
Carte de la Dordogne.

La Dordogne est limitrophe des départements de la Haute-Vienne, de la Corrèze, du Lot, de Lot-et-Garonne, de la Gironde, de la Charente-Maritime et de la Charente.
- Longitude : entre 0°3' ouest et 1°25' est.
- Latitude : entre 44°35' et 45°43' nord.

Points extrêmes du département de la Dordogne :
- nord : Busserolles ;
- sud : Loubejac ;
- est : Nadaillac ;
- ouest : La Roche-Chalais.

Structures les plus hautes de la Dordogne :
- Audrix, émetteur de communications d'Audrix : 205 m ;
- Bergerac, émetteur de Monbazillac : 60 m.

### Hydrographie

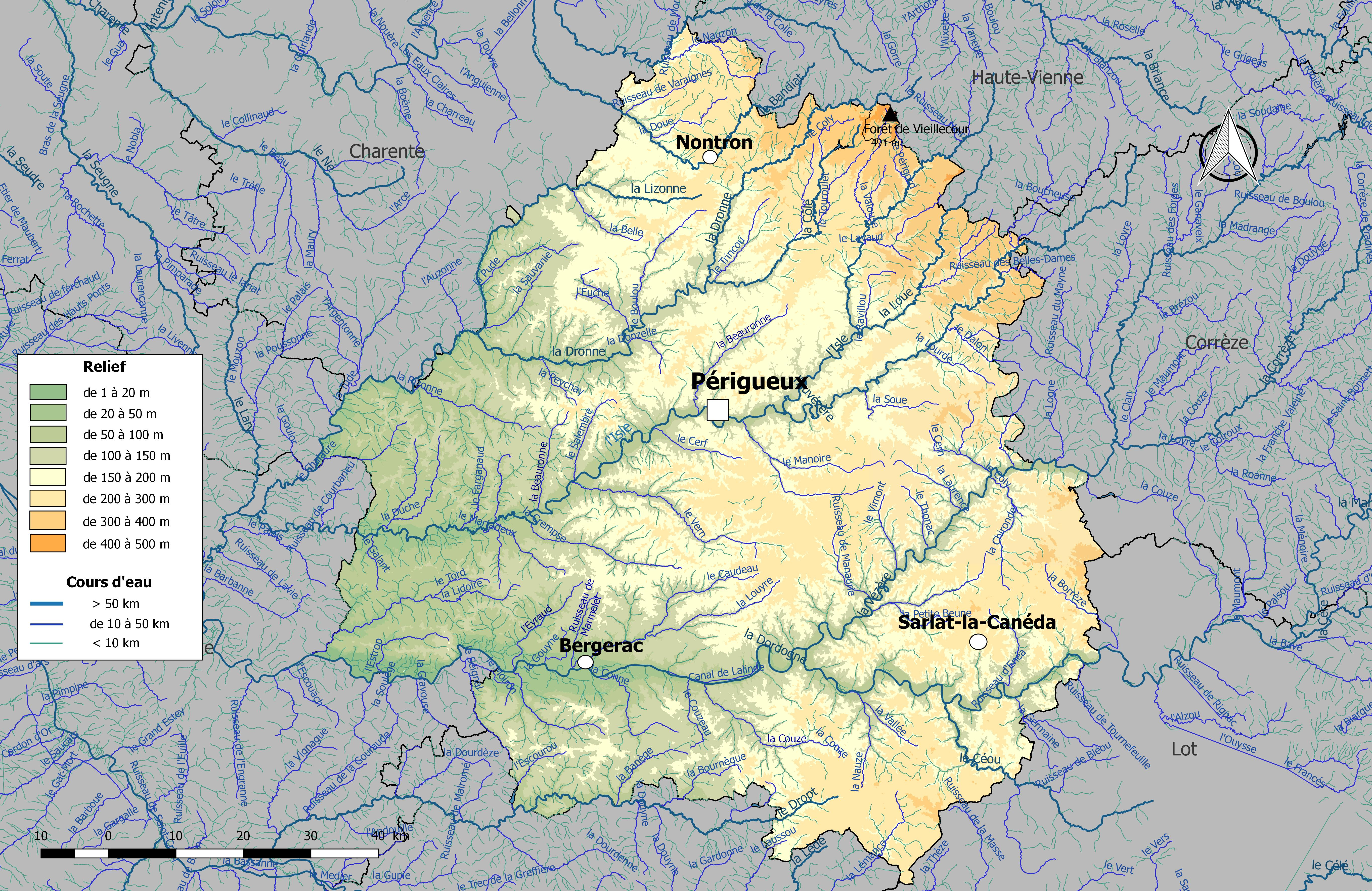
Carte du réseau hydrographique du département de la Dordogne, avec représentation du relief.

Le réseau hydrographique de la Dordogne est constitué de plus de 5 000 km de cours d'eau et comprend 96 cours d'eau de longueur supérieure à 10 km, dont 12 de longueur supérieure à 50 km. Il est situé entièrement dans le bassin administratif Adour-Garonne et est découpé dans le schéma départemental des rivières en huit bassins versants principaux appartenant à trois régions hydrographiques. Le découpage de ces bassins correspond aux unités hydrographiques de référence (UHR) définies dans le schéma directeur d'aménagement et de gestion des eaux (Sdage) du bassin Adour-Garonne ; seul le bassin de l'Isle a été divisé en deux (Isle amont et Isle aval) pour tenir compte de certaines spécificités :
- au nord le bassin Bandiat-Tardoire appartient au bassin de la Charente ;
- au centre les bassins de la Dronne, de l'Isle amont, de l'Isle aval, de la Vézère et de la Dordogne appartiennent au bassin de la Dordogne ;
- au sud les bassins du Dropt et de la Lémance appartiennent au bassin de la Garonne.

#### Bassin de la Charente
Le bassin Bandiat-Tardoire est un sous-bassin du bassin de la Charente, le plus petit bassin versant d’Adour-Garonne (10 549 km2). Occupant une petite partie nord du territoire départemental, il est drainé par le Bandiat, la Doue, le Nauzon, le Trieux et le ruisseau de Varaignes.

#### Bassin de la Dordogne
Le bassin de la Dordogne est le second plus grand bassin versant d’Adour-Garonne (24 000 km2), après celui de la Garonne.
Au sein du département, il se partage en cinq sous-bassins :
- le bassin de la Dronne, qui traverse le nord du département de la Dordogne selon une direction du nord-est au sud-ouest avant de rejoindre l'Isle en Gironde après un rapide parcours en limite des départements de la Charente et de la Charente-Maritime ;
- le bassin de l'Isle amont, drainé par la partie amont de l'Isle, la Loue et son affluent la Haute Loue, l'Auvézère ;
- le bassin de l'Isle aval, drainé par la partie aval de l'Isle et ses affluents en rive droite (la Beauronne de Chancelade, le Salembre, la Beauronne de Saint-Vincent, le Grolet, le Farganaud, la Duche) et en rive gauche (le Cerf, le Vern, la Crempse, la Beauronne des Lèches, le Martarieux et le Galant) ;
- le bassin de la Vézère, drainé par la Vézère et ses affluents en rive droite (l'Elle, le Cern, la Laurence, le Thonac, le Vimont et le Manaurie) et en rive gauche (la Couze, le Coly et la Grande Beune) ;
- le bassin de la Dordogne, drainé par la Dordogne et ses affluents en rive droite (la Borrèze, le ruisseau d'Énéa, le Caudeau, le ruisseau de Marmelet, la Gouyne, l'Eyraud et l'Estrop) et en rive gauche (le Tournefeuille, la Germaine, le Céou, la Nauze , la Couze, le Couzeau, la Conne et la Gardonnette).

#### Bassin de la Garonne
Le bassin de la Lémance appartient au bassin du Lot qui couvre un territoire de 12 000 km2, sous-bassin du bassin de la Garonne. Il est drainé par la Lémance et ses affluents ainsi que l'amont du Laussou et le ruisseau de Clairfond (8,4 km), affluent de la Lède, drainant l'extrême sud du département.
Le bassin du Dropt, drainé par le Dropt et ses affluents (la Bournègue, la Banège et l'Escourou) appartient au bassin de la Garonne, qui est le plus grand bassin-versant d’Adour-Garonne (28 900 km2).

## Économie
Avec une superficie boisée de 4 183 km2 morcelée entre 90 000 propriétaires, la forêt occupe 45 % de la superficie du département. Le secteur du bois est le second employeur industriel de Dordogne, avec nombre de scieries et de transformateurs, dans trois domaines d'utilisation : bois d'œuvre pour l'ameublement, l'emballage et la construction, bois d'industrie pour papeteries ou panneaux de particules, et bois énergie pour le chauffage.
La viticulture avec les vignobles de bergerac, de monbazillac et de pécharmant est aussi une grande pourvoyeuse d'emplois et de création de richesses, et une véritable attraction touristique.
Principalement établis au sud-est du département, 200 producteurs de tabac fournissent 15 % de la production nationale en 2011.
En 2012, le tourisme représente 21 % du PIB du département et a un potentiel important, notamment en direction des visiteurs anglo-saxons, amateurs de gastronomie française.
Au niveau industriel, 3 271 entreprises réparties sur tout le département emploient environ 23 800 personnes.
Au 31 décembre 2021, l'employeur le plus important est le Conseil départemental de la Dordogne avec 2 721 agents.
Plusieurs exploitations de pierre calcaire sont réparties dans le département.
Fin 2024, l'Institut national de la propriété industrielle (INPI) a homologué en tant qu'indication géographique la « pierre de Paussac » et la « pierre de Mareuil » dont le gisement concerne une soixantaine de communes.
Début 2025, l'INPI a également homologué en tant qu'indication géographique la pierre de Fontbelle dont le gisement souterrain s'étend sur « une cinquantaine de communes depuis La Rochebeaucourt à Périgueux, Sorges et Quinsac », ainsi que la « pierre de Limeyrat » dont le gisement « s'étend sur une vingtaine de communes » et comprend notamment « la pierre de Brouchaud, celles de Thenon, d'Auberoche, de Montagnac ».

## Démographie
Les habitants de la Dordogne sont appelés Périgourdins ou Périgordins (par analogie entre le département actuel et l'ancienne province du Périgord qui lui correspondait)[réf. souhaitée]. Les appellations Dordognais, voire Dordognots, sont également usitées.
Les ressortissants du Royaume-Uni sont plus de 20 000 (en 2006) à y habiter mais la plupart font attention à ne pas séjourner plus de six mois et un jour pour éviter d'être considérés résidents en France. Officiellement, le nombre de Britanniques résidant en Dordogne s'élève à 6 300 en 2006, ce qui représente un Britannique sur deux vivant en Aquitaine.

### Évolution démographique
En 2022, le département comptait 416 325 habitants, en évolution de +0,37 % par rapport à 2016 (France hors Mayotte : +2,11 %).
| 1791    | 1801    | 1806    | 1821    | 1826    | 1831    | 1836    | 1841    | 1846    |
| ------- | ------- | ------- | ------- | ------- | ------- | ------- | ------- | ------- |
| 433 343 | 409 475 | 424 113 | 453 136 | 464 074 | 482 750 | 487 502 | 490 263 | 503 545 |

| 1851    | 1856    | 1861    | 1866    | 1872    | 1876    | 1881    | 1886    | 1891    |
| ------- | ------- | ------- | ------- | ------- | ------- | ------- | ------- | ------- |
| 505 789 | 504 651 | 501 687 | 502 673 | 480 141 | 489 848 | 495 037 | 492 205 | 478 471 |

| 1896    | 1901    | 1906    | 1911    | 1921    | 1926    | 1931    | 1936    | 1946    |
| ------- | ------- | ------- | ------- | ------- | ------- | ------- | ------- | ------- |
| 464 822 | 452 951 | 447 052 | 437 432 | 396 742 | 392 489 | 383 720 | 386 963 | 387 643 |

| 1954    | 1962    | 1968    | 1975    | 1982    | 1990    | 1999    | 2006    | 2011    |
| ------- | ------- | ------- | ------- | ------- | ------- | ------- | ------- | ------- |
| 377 870 | 375 455 | 374 073 | 373 179 | 377 356 | 386 365 | 388 293 | 404 052 | 415 168 |

| 2016    | 2021    | 2022    | - | - | - | - | - | - |
| ------- | ------- | ------- | - | - | - | - | - | - |
| 414 789 | 413 730 | 416 325 | - | - | - | - | - | - |

### Communes les plus peuplées
| Nom                    | Code Insee | Intercommunalité                    | Superficie (km2) | Population (dernière pop. légale) | Densité (hab./km2) | Modifier                                    |
| ---------------------- | ---------- | ----------------------------------- | ---------------- | --------------------------------- | ------------------ | ------------------------------------------- |
| Périgueux              | 24322      | CA Le Grand Périgueux               | 9,82             | 29 876 (2022)                     | 3 042              | modifier les données · modifier les données |
| Bergerac               | 24037      | CA bergeracoise                     | 56,10            | 26 852 (2022)                     | 479                | modifier les données · modifier les données |
| Boulazac Isle Manoire  | 24053      | CA Le Grand Périgueux               | 55,95            | 10 628 (2022)                     | 190                | modifier les données · modifier les données |
| Sarlat-la-Canéda       | 24520      | CC Sarlat-Périgord noir             | 47,13            | 8 786 (2022)                      | 186                | modifier les données · modifier les données |
| Coulounieix-Chamiers   | 24138      | CA Le Grand Périgueux               | 21,70            | 7 537 (2022)                      | 347                | modifier les données · modifier les données |
| Trélissac              | 24557      | CA Le Grand Périgueux               | 22,88            | 7 319 (2022)                      | 320                | modifier les données · modifier les données |
| Terrasson-Lavilledieu  | 24547      | CC Terrassonnais Haut Périgord Noir | 39,34            | 6 262 (2022)                      | 159                | modifier les données · modifier les données |
| Montpon-Ménestérol     | 24294      | CC Isle Double Landais              | 46,34            | 5 845 (2022)                      | 126                | modifier les données · modifier les données |
| Saint-Astier           | 24372      | CC Isle, Vern, Salembre en Périgord | 34,25            | 5 309 (2022)                      | 155                | modifier les données · modifier les données |
| Sanilhac               | 24312      | CA Le Grand Périgueux               | 59,90            | 4 720 (2022)                      | 79                 | modifier les données · modifier les données |
| Chancelade             | 24102      | CA Le Grand Périgueux               | 16,23            | 4 442 (2022)                      | 274                | modifier les données · modifier les données |
| Bassillac et Auberoche | 24026      | CA Le Grand Périgueux               | 103,26           | 4 365 (2022)                      | 42                 | modifier les données · modifier les données |
| Prigonrieux            | 24340      | CA bergeracoise                     | 26,12            | 4 362 (2022)                      | 167                | modifier les données · modifier les données |
| Ribérac                | 24352      | CC du Périgord Ribéracois           | 22,79            | 3 770 (2022)                      | 165                | modifier les données · modifier les données |
| Brantôme en Périgord   | 24064      | CC Dronne et Belle                  | 133,33           | 3 748 (2022)                      | 28                 | modifier les données · modifier les données |

## Culture

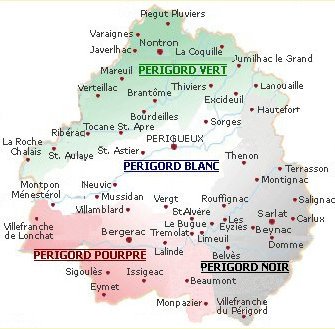
La Dordogne séparée entre quatre parties, formant le Périgord.

### Langue
La langue traditionnelle du Périgord est l'occitan, de dialecte limousin au nord d'une ligne allant approximativement de Montazeau à Nadaillac, et de dialecte languedocien au sud de cette ligne. Seules les communes de Parcoul et de La Roche-Chalais (en partie) sont dans l'aire des langues d'oïl (saintongeais).
D'après Abel Hugo, en 1835 on distinguait dans ce département plusieurs dialectes différents, dont le limousin. À la même époque, la prononciation connaissait plusieurs variantes : elle était assez douce sur les frontières du département de Lot-et-Garonne, un peu moins sur celles de la Gironde et très dure dans l'arrondissement de Sarlat. Les finales étaient généralement prononcées d'une manière lente. Cette inflexion se faisait aussi remarquer dans la prononciation de ceux qui parlaient français.
Au milieu du XIXe siècle, la connaissance du français standard par la population était encore un fait minoritaire, comme en témoigne une citation recueillie par M. Ch. Robert concernant la Dordogne : « L'usage du patois est tellement général, que les enfants qui viennent à l'école sont aussi étrangers à la langue française que le seraient de petits Chinois ».

### Gastronomie
Le foie gras d'oie et de canard, le caviar périgourdin de Montpon, l'escargot du Périgord, le tourin (ou tourain), le cassoulet du Périgord, le canard (magrets, aiguillettes, grattons, fritons, saucisses sèches, rillettes, pâtés, confits, gésiers, cous farcis, etc.), les demoiselles, le poulet fermier du Périgord, le coq fermier au vin de Bergerac, la poularde en estouffade, les confits de dinde, l'oie, les confits, les gésiers, les saucisses sèches d'oie, le pâté de Périgueux, le pâté de foie d'oie truffé, les pieds de cochons farcis aux cèpes, les miques, les cagouilles de Périgueux, les enchauds ou confits de viande de porc, la sauce Périgueux, le brochet aux lardons, la carpe au confit, les omelettes aux cèpes, aux morilles et à la truffe, les pommes de terre sarladaises, le trappe Échourgnac, le cabécou du Périgord, le monial, les champignons dont la truffe, le cèpe et la morille, les noix du Périgord, l'huile de noix, les tartes aux noix, les arlequins de Carlux, les nogailloux du Périgord, les merveilles de Sarlat, les kiwis, les mirabelles, les maras des bois, les gariguettes et les fraises précoces du Périgord, les framboises, les mûres, les châtaignes, les pommes, les prunes, les poires, les miels, les vins de Domme près de Sarlat, mais surtout le bergerac, le monbazillac ainsi que le pécharmant, le saussignac et le montravel, la bière et le vin de noix, les eaux-de-vie de prune, de poire, le ratafia, les liqueurs de framboise, de mûre, de mirabelle, de noisette sauvage, de châtaigne et de truffe.

### Agriculture
« Terre en fête », événement agricole de plein air le plus important du département, se tient en été (42e édition en 2024 à Hautefort).

### Manifestations multiculturelles
- Le festival « La Vallée » a lieu chaque printemps dans plusieurs communes de la vallée de l'Isle autour de Saint-Astier. La 32e édition en 2025 se tient à Annesse-et-Beaulieu, Bourrou, Chantérac, Grignols, Mensignac et Montrem, avec du cirque, des concerts, de la poésie, du théâtre[36],[37].
- Le premier dimanche de juillet se tient la Félibrée du Périgord, manifestation qui célèbre les traditions occitanes avec des chants, danses, défilés, etc. Elle se tient chaque année dans une commune différente.  En 2025, c'est Sarlat qui l'a accueillie  pour la 104e édition et l'édition 2026 devrait se tenir à Abjat-sur-Bandiat[38].

### Cinéma
Environ 120 films ont été tournés dans le département de 1928 à 2013.
Le « plus gros tournage de l'année en Dordogne » pour 2023 est la série produite par France Télévisions, avec Nicolas Duvauchelle, adaptation de Fortune de France, roman de Robert Merle. Le château de Commarque, sur la commune des Eyzies, et la vieille ville de Sarlat, sont les principaux lieux de tournage. Les autres sont les châteaux de Beynac (Beynac-et-Cazenac), de Fénelon (Sainte-Mondane), de Marzac (Tursac), l'église de Saint-Léon-sur-Vézère, le prieuré de Merlande (La Chapelle-Gonaguet), les cabanes du Breuil (Saint-André-d'Allas), le château des Bories (Antonne-et-Trigonant) et le château de Biron, propriété du Département.

### Théâtre
Sur cinq jours début août, le festival « L'Oghmac » présente cinq pièces de théâtre (11e édition en 2025 à l'église Saint-Martin d'Ajat, à Auriac-du-Périgord, au château de Campagne, à La Cassagne et à Rouffignac-Saint-Cernin-de-Reilhac.

### Musique
Chaque été se tient à Montignac-Lascaux et alentour sur une quinzaine de jours le « Festival du Périgord noir », un festival de musique classique (43e édition en 2025 avec une vingtaine de concerts à l'église d'Ajat, à Auriac-du-Périgord, au château de Hautefort, à l'abbaye de Saint-Amand-de-Coly, à l'église de Saint-Léon-sur-Vézère, à la cathédrale et au jardin des Enfeus de Sarlat).
Le festival d'art lyrique et musical « Più di Voce » se tient au mois de juillet sur une dizaine de jours dans plusieurs communes (19e édition en 2025 avec sept concerts au château de Campagne, au château d'Excideuil, au château de Jumilhac, à Plazac, à Rouffignac-Saint-Cernin-de-Reilhac, au manoir de la Salle à Saint-Léon-sur-Vézère et au jardin des Enfeus à Sarlat).
Le festival Musiques de la Nouvelle-Orléans en Périgord (MNOP) se tient en juillet-août dans différentes communes de la Dordogne (25e édition en 2025, avec près de quarante concerts,).
Le Festival de l'été en Périgord vert se tient sur une dizaine de jours sur plusieurs communes du Nontronnais (10e édition en 2024).
Le festival « Musique en Périgord » se tient dans plusieurs communes du Périgord noir (27e édition en 2025 en juillet et août, à Audrix, au Bugue, au château de Campagne, aux Eyzies et à Saint-Chamassy).
Créé en 2002 par Ton Koopman, le festival « Itinéraire baroque » se tient fin juillet, principalement dans plusieurs communes ou anciennes communes du Mareuillais et du Verteillacois (23e édition en 2024 à Cercles, Champeaux-et-la-Chapelle-Pommier,  Connezac, Mareuil, Puyrenier, Saint-Astier, Saint-Félix-de-Bourdeilles, Saint-Front-sur-Nizonne et Verteillac).
Un autre festival de musique classique, le « Festival du Périgord pourpre » se tient en août sur deux semaines dans différents lieux du Bergeracois (37e édition en 2025 au château de Biron, au château Saint-Germain de Gaugeac, à Monpazier et à Villeréal).
Le festival « Musique au cœur des bastides » a lieu à l'automne dans différentes communes proches de Lalinde (31e édition en 2023 à Lanquais).

### Jeu vidéo
Le département a donné son nom au jeu vidéo Dordogne, en raison de la trame narrative de ce dernier, prenant place à Sarlat-la-Canéda, sous-préfecture du département.

### Symbole
- Le sculpteur allemand Jochen Gerz a réhabilité le monument aux morts de Biron, inauguré le 13 juillet 1996. « Qu'est-ce qui est, selon vous, assez important pour risquer votre vie ? » est la question posée aux habitants du village. Les réponses sont retranscrites sur des plaques fixées sur le monument. Les messages parlent d'amour, de peur, de paix[53].

## Sports
En début mai se tient l'évènement sportif dénommé « Le Périgord Grand Trail », seul ultra-trail organisé en Dordogne (7e édition en 2024 avec quatre épreuves de 16, 27, 44 et 88 km).
En été, le Tour du Périgord cycliste (27e édition en août 2023) sert de manche de la Coupe de France cycliste des clubs amateurs pour la quinzième fois. En 2024, à Sarlat-la-Canéda et autour, 24 équipes, soit 144 coureurs, vont s'affronter sur onze tours d'un circuit de 13,52 km, soit 148,72 km, l'épreuve servant une fois encore de manche pour la Coupe de France cycliste.
Chaque été, en vallée de la Dronne, autour de Douchapt, est organisé le « Raid Val de Dronne », épreuve qui allie VTT, canoë, course d'orientation et parcours aventure (25e édition en 2025).
À la même période se déroule sur quatre jours le « Raid Périgord aventure », une manifestation à l'attention des jeunes de quatorze à seize ans, par équipes de trois, où se mêlent la culture (énigmes à résoudre) et le sport : VTT, course, canoë, escalade, trail et course d'orientation (21e édition en 2016).
Également en été, en forêt de la Double et en vallée de la Dronne, le « raid Dronne Double Périgord » associe canoë, run and bike, course à pied et parcours aventure par équipes de deux ou trois, sur des distances allant de 33  à   85 km (14e édition en 2016).
Le premier dimanche d'août a lieu la « Ronde des bories », épreuve pour vététistes et randonneurs (14e édition en 2025 avec parcours « sur les communes de Sainte-Orse, Tourtoirac, Sainte-Eulalie-d'Ans, Granges-d'Ans, Chourgnac, Cherveix-Cubas et Azerat »).
En août, les pilotes se disputent le « rallye Dordogne Périgord », rallye automobile dont la 26e édition a lieu en 2025 sur le territoire de Bassillac et Auberoche.
Le Tour du Limousin-Périgord-Nouvelle-Aquitaine cycliste se court sur quatre étapes au mois d'août dont la deuxième en Dordogne :
- en 2018, Base départementale de Rouffiac – Grèzes sur 176,7 km ;
- en 2019, Base départementale de Rouffiac – Trélissac sur 182,9 km ;
- en 2020, Base départementale de Rouffiac – Grand Étang de Saint-Estèphe sur 173,9 km ;
- en 2021, Agonac - Payzac sur 172 km ;
- en 2022, Champcevinel - Ribérac sur 184,5 km[62] ;
- en 2023, Excideuil – Trélissac sur 185,6 km[63] ;
- en 2024, Saint Aulaye-Puymangou - Terrasson-Lavilledieu sur 193,8 km[64].

En septembre, le Marathon Dordogne-Périgord (25e édition en 2024) est une épreuve de descente fluviale de la Dordogne en canoë-kayak, entre Saint-Julien-de-Lampon et Castelnaud-la-Chapelle sur 32 kilomètres ; pour les jeunes, elle s'effectue sur 12 kilomètres entre Vitrac et Castelnaud-la-Chapelle.
En octobre, la « Ronde des villages » permet à des randonneurs de parcourir sur deux jours un circuit de plus de 140 kilomètres dans le Périgord noir (16e édition en 2025 avec 4 500 inscrits).
Au départ de Génis depuis 1988, le dernier dimanche d'octobre a lieu la Rand'Auvézère, randonnée pédestre (33e édition en 2024).

## Religion
La Dordogne possède un important patrimoine religieux, qui peut trouver sa légitimité du fait de la concordance géographique entre le département et les différents chemins de Saint-Jacques de Compostelle. Ainsi, entre cloîtres, abbayes, chapelles et même cathédrales, le Périgord offre un large éventail d'édifices religieux reflétant tous les styles architecturaux, souvent classés monuments historiques et parfois même inscrits au patrimoine mondial de l'UNESCO, comme l'abbaye de Cadouin, ou la cathédrale Saint-Front, à Périgueux. À titre d'exemple, on pourrait citer l'abbaye Notre-Dame de Bonne-Espérance d'Échourgnac, qui allie patrimoine architectural et gastronomique avec notamment le Trappe Échourgnac, considéré comme étant le plus ancien fromage de Dordogne.
- Pour l'Église catholique, la Dordogne correspond au diocèse de Périgueux et Sarlat.

## Transports

### Réseau routier de la Dordogne
Au 31 décembre 2017, la longueur totale du réseau routier du département de la Dordogne est de 19 633 kilomètres, se répartissant en 110 kilomètres d'autoroutes, 123 kilomètres de routes nationales, 4 942 kilomètres de routes départementales et 14 458 kilomètres de voies communales.

#### Accidents de la route
- 2008 : 39 morts
- 2009 : 41 morts
- 2010 : 37 morts
- 2011 : 33 morts
- 2012 : 45 morts
- 2013 : 32 morts
- 2014 : 39 morts (188 accidents, 39 tués, 255 blessés dont 165 hospitalisés)[71]

#### Véhicules électriques ou hybrides
Le Syndicat départemental de l'énergie (SDE 24) fait implanter, à partir de décembre 2015, un nombre important de bornes de recharge pour les voitures électriques ou hybrides sur l'ensemble de la Dordogne, de façon à faciliter leur autonomie. Au total, ce sont 148 bornes (dont 142 en charge accélérée et 6 en charge rapide) qui vont être installées aussi bien en zones urbaines que rurales, ainsi que sur les aires de covoiturage et les zones touristiques du département. Les recharges, gratuites en 2016 et 2017, ne deviendront payantes qu'à partir du 1er janvier 2018. Ce plan est couplé avec des opérations similaires sur les quatre autres départements aquitains (Gironde, Landes, Lot-et-Garonne et Pyrénées-Atlantiques, permettant un important maillage régional de 674 bornes.

### Train
Le réseau ferroviaire de la Dordogne est composé de 42 gares et de cinq lignes desservant au moins une de ces gares :
- ligne de Coutras à Tulle ;
- ligne de Libourne au Buisson ;
- ligne de Limoges-Bénédictins à Périgueux ;
- ligne de Niversac à Agen ;
- ligne de Siorac-en-Périgord à Cazoulès.

### Aérodromes
- Belvès, aérodrome de Belvès - Saint-Pardoux, usage restreint.
- Bergerac, aéroport Bergerac - Roumanière baptisé « Aéroport Bergerac Dordogne Périgord » (nom commercial).
- Condat-sur-Vézère, aérodrome Condat-sur-Vézère.
- Domme, aérodrome de Sarlat - Domme.
- Fougueyrolles, aérodrome de Sainte-Foy-la-Grande.
- Périgueux, aéroport Périgueux-Bassillac.
- Ribérac, aérodrome de Ribérac - Saint-Aulaye, usage restreint.
- Saint-Crépin-et-Carlucet, héliclub du Périgord.

## Tourisme
Opéré par Daniel Claret, retraité de la SNCF et président de la Fédération des vélorails de France, le vélorail du Périgord Vert est une attraction qui permet de se rendre à Saint-Andrieux en faisant 14 km aller-retour avec un vélorail à assistance électrique,.

### Résidences secondaires
Selon les estimations au 1er janvier 2008, 14,6 % des logements disponibles dans le département étaient des résidences secondaires.
Ce tableau indique les principales communes de la Dordogne dont les résidences secondaires et occasionnelles dépassent 10 % des logements totaux en 2008 :
| Ville                              | Population municipale | Nb de logements | Nb de résidences secondaires | % Résidences secondaires |
| ---------------------------------- | --------------------- | --------------- | ---------------------------- | ------------------------ |
| Saint-Avit-de-Vialard              | 141                   | 280             | 213                          | 75,9                     |
| Saint-Crépin-et-Carlucet           | 488                   | 513             | 311                          | 60,5                     |
| Abjat-sur-Bandiat                  | 651                   | 735             | 401                          | 54,6                     |
| Calviac-en-Périgord                | 523                   | 478             | 238                          | 49,8                     |
| Saint-Geniès                       | 948                   | 675             | 276                          | 40,8                     |
| Trémolat                           | 636                   | 558             | 224                          | 40,1                     |
| Plazac                             | 736                   | 549             | 213                          | 38,7                     |
| Domme                              | 1 004                 | 742             | 267                          | 36,0                     |
| Coux-et-Bigaroque                  | 975                   | 704             | 235                          | 33,4                     |
| Les Eyzies-de-Tayac-Sireuil        | 835                   | 713             | 235                          | 32,9                     |
| Saint-Saud-Lacoussière             | 860                   | 673             | 206                          | 30,7                     |
| Beaumont-du-Périgord               | 1 142                 | 796             | 241                          | 30,2                     |
| Cénac-et-Saint-Julien              | 1 230                 | 828             | 247                          | 29,8                     |
| Carsac-Aillac                      | 1 473                 | 908             | 271                          | 29,3                     |
| Jumilhac-le-Grand                  | 1 240                 | 908             | 250                          | 27,5                     |
| Le Buisson-de-Cadouin              | 2 168                 | 1 521           | 414                          | 27,2                     |
| Rouffignac-Saint-Cernin-de-Reilhac | 1 547                 | 1 004           | 208                          | 20,7                     |
| Saint-Cyprien                      | 1 557                 | 1 086           | 203                          | 18,7                     |
| Montignac-Lascaux                  | 2 852                 | 1 884           | 312                          | 16,5                     |
| Le Bugue                           | 2 793                 | 1 770           | 250                          | 14,1                     |
| Sarlat-la-Canéda                   | 9 331                 | 5 736           | 717                          | 12,5                     |
| Nontron                            | 3 444                 | 1 983           | 200                          | 10,1                     |

- Source : Insee[76]

## Santé
Le département comprend onze hôpitaux et deux cliniques :
- Bergerac
  - centre hospitalier Samuel Pozzi ;
  - clinique Pasteur ;
- Belvès hôpital local ;
- Domme hôpital local ;
- Excideuil hôpital local ;
- Nontron hôpital local ;
- Périgueux
  - centre hospitalier (CHP) ;
  - hôpital privé Francheville ;
  - clinique du Parc ;
- Ribérac hôpital local ;
- Saint-Astier hôpital local ;
- Saint-Aulaye hôpital local Chenard ;
- Sarlat-la-Canéda centre hospitalier Jean-Leclaire.

Représentant 6 020 lits, 74 établissements d'hébergement pour personnes âgées dépendantes (EHPAD) sont recensés en Dordogne.
En novembre 2016, la Dordogne compte 355 médecins généralistes, soit 85,1 pour 100 000 habitants, contre 92,9 pour 100 000 au niveau national. Sur le périmètre de l'ancien canton de Mareuil, il n'en subsiste plus qu'un seul, âgé de plus de soixante ans et, dans le département, 39 % des généralistes ont plus de soixante ans.
En novembre 2016, le département compte 241 médecins spécialistes, 202 dentistes, 705 infirmiers diplômés d'État, 285 masseurs-kinésithérapeutes et 22 sages-femmes.

## Personnages célèbres
Parmi les personnages célèbres du département, Pierre de Siorac, le héros de la série romanesque de Robert Merle, qui s'est inspiré des paysages proches de sa maison de Marquay, appelée aussi « manoir du Bousquet », près de Sarlat, pour imaginer Fortune de France, écrit en vieux français à partir de l'année 1977 et vendu à un million d'exemplaires. Son fils Olivier Merle a servi de guide pour un reportage télévisé sur Arte, passant aussi par le château de Commarque, tout proche, qui a servi de cadre au roman post-apocalyptique Malevil, également signé de Robert Merle et dont le décor « stimulant et apaisant imprègne l’univers littéraire de Robert Merle », selon la chaîne de télévision. L'Avers et le Revers (2009) d'Olivier Merle reprend la trame de Fortune de France mais en plaçant le récit et la vision de l'histoire dans la bouche de « Miroul », fidèle valet de Pierre de Siorac.

## Médias
- Presse quotidienne : Sud Ouest, Dordogne libre. L'Écho Dordogne, déclinaison locale de L'Écho du Centre, a édité son ultime numéro le 6 novembre 2019 après 76 années d'existence[81].
- Presse hebdomadaire : Le Démocrate, Réussir le Périgord et L'essor sarladais
- Presse bimestrielle : Le Journal du Périgord